# GP-5

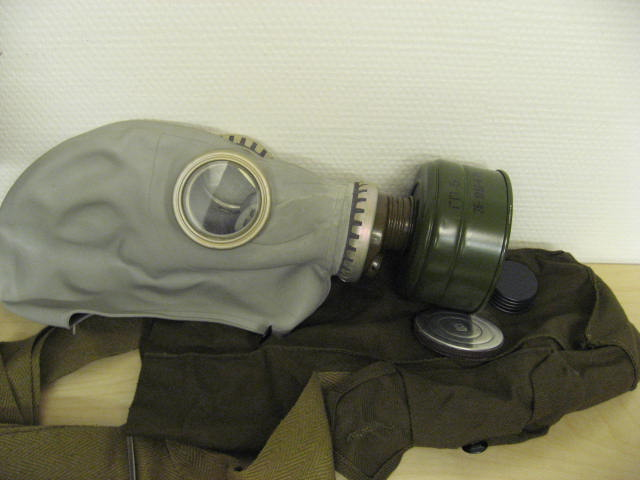
Una GP-5

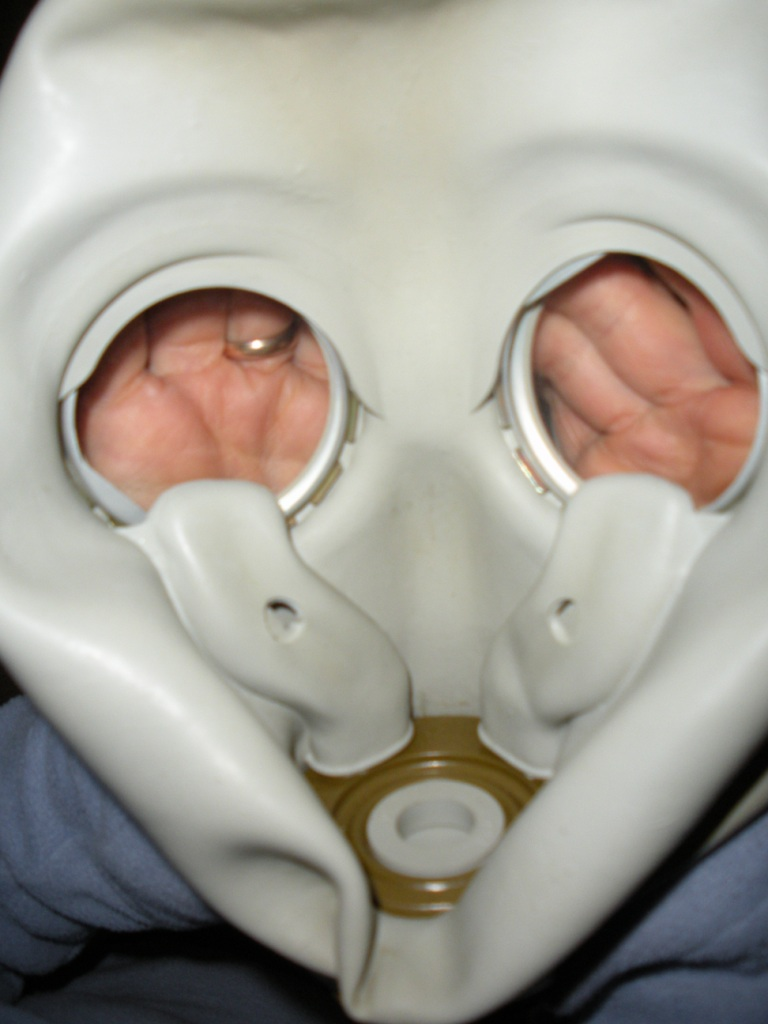
Interno di una maschera antigas sovietica gp-5.-

La maschera antigas GP-5 (in russo Гражда́нский Противога́з-5?, Grazhdanskii Protivogaz-5) è una maschera antigas di fabbricazione sovietica a filtro singolo, disponibile in due modelli.

## Storia
La sua distribuzione nella popolazione iniziò nel 1970 e la produzione cessò nel 1989. 

## Descrizione
La GP-5 è una maschera antigas dal peso leggero, soltanto 1,09 kg. Può operare in qualsiasi condizione atmosferica a partire dai -40° Celsius fino ai 114° Celsius. Il kit della GP-5 comprendeva anche delle lenti anti-appannamento poste in una piccola confezione metallica sigillata. La GP-5 in origine fu concepita per proteggere la popolazione in seguito ad un fallout nucleare causato dallo scoppio di una guerra nucleare con gli USA, ma la maschera offre protezione anche da armi chimiche e armi batteriologiche. La GP-5 ha anche la particolarità di essere una maschera antigas di tipo "a elmetto" e di avere le lenti di forma rotonda come le maschere pre-belliche.
In confezione si possono trovare=
1) borsetta di trasporto
2)lenti antiappannamento 
3)maschera antigas 
4)filtro (senza asbesto) 
I filtri delle maschere GP-5 contengono asbesto (amianto) nella parte cartacea del filtro posta alla base di esso,in una quantità pari circa al 7%, anche se le maschere prodotte dopo la seconda guerra mondiale generalmente contengono invece carbone attivo. Di per sé l'amianto non può essere inalato se la parte cartacea non viene danneggiata,è altamente sconsigliato utilizzare questi filtri, inoltre, un filtro danneggiato potrebbe comunque portare all'esposizione al carbone attivo in esso contenuto, o ad altre sostanze potenzialmente pericolose.

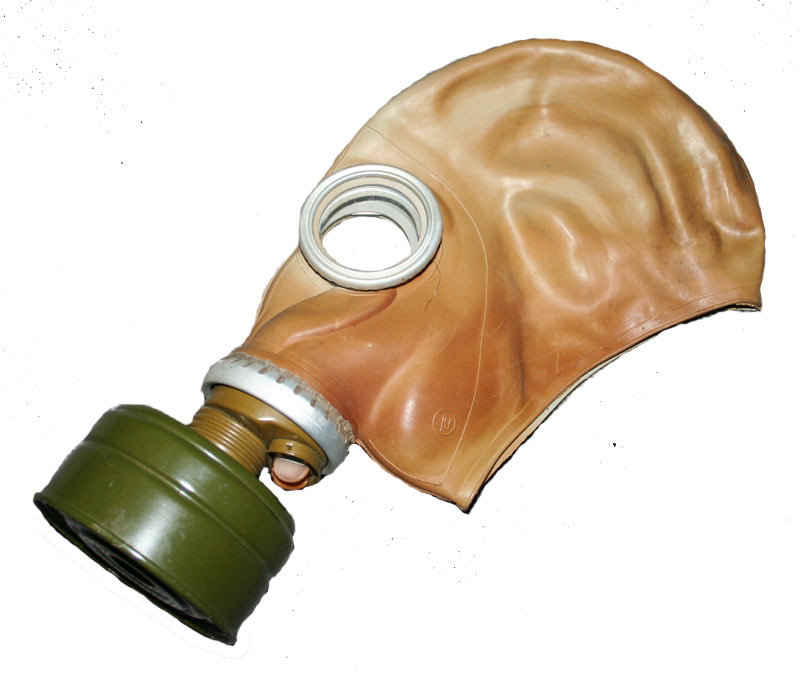
Una GP-5 usata dalla Nationale Volksarmee